# Find a Grave
Find a Grave er en amerikansk internetbaseret organisation, hvis formål er at lokalisere gravsteder for kendte og ukendte personer. 

## Historie
Efter at have konstateret, at ingen hjemmeside indeholdt en samlet oversigt over, hvor kendte mennesker lå begravet, bestemte amerikaneren Jim Tipton sig i 1995 for at etablere websitet Find a Grave. Interessen for en sådan side viste sig at være større end han først havde forventet, og i 2009 havde siden cirka 31 millioner besøgende. Tipton anfører på hjemmesiden, at katalogisering af gravsteder er en vigtig del af vores kulturarv, og at det findes mange, der har interesse i en sådan side.

## Indhold og funktioner
Sidens stadig voksende katalog af gravsteder indeholder information om gravstedernes placering og gravstedernes særlige specifikationer. De afdøde personers fødsel- og dødsdato angives og i mange tilfælde også inskriptioner på gravstene og billeder af graven. Sidens registrerede brugere kan selv indlægge information om gravsteder. Mange gravsteder er også angivet med koordinater, således at brugere kan lokalisere gravstedet på et kort, som for eksempel Google Maps. En anden funktion på siden er at medlemmer kan skrive mindeord til personlige gravsteder.
De særlige bogstaver, der ikke optræder i det engelske alfabet (æ/ø/å/ä/ö) håndteres vanskeligt på siden, der endnu anvender den gamle ASCII-standard, der ikke kan håndtere diakritiske tegn eller lignende.

## Eksterne links
- Find a Grave (engelsk)

| Forening eller organisation | Spire Denne artikel om en forening eller organisation er en spire som bør udbygges. Du er velkommen til at hjælpe Wikipedia ved at udvide den. |